# 空中客车129号班机空难
空中客車129號试飞機是一架於1994年6月30日試飛時墜毀的空中客車A330-321。當時這架A330正在進行單發動機失效時起飛的測試，試飛航班號為129。這是涉及A330的第一次致命事故，也是A330首次發生全毀事故，在法國航空447號班機空難之前也是A330僅有的致命事故。

## 涉事客機
試飛時墜毀的飛機是一架空中客車A330-321，使用空中客车作为交付客机测试期间的统一註冊編號F-WWKH，生產序列號為42，配備兩台普惠PW4164引擎，於1993年10月14日首飛，事發時機齡僅259天。該機原計劃交付給泰國國際航空，事發時亦披有不帶標識的泰航塗裝，原定編號為HS-TEA，但這一註冊號於該機墜毀後被用於另一架A330-300上，测试期间的统一註冊編號为F-WWKI。

## 事故

### 背景
此次試飛的目的是測試飛機在重心後限下的性能。 而導致墜機的原因則是起飛後關閉一個引擎和一條液壓管路。測試期間，飛機的自動駕駛系統的設置計劃使飛機飛到610米（2000英尺）的高度。

### 墜機過程
這架A330正在進行重心後限下單發動機失效時的起飛測試。飛機由副機長駕駛，而關閉一台發動機及液壓管路，啟動自動駕駛的操作由機長完成。飛機成功起飛， 機長也將一台引擎和液壓系統關閉。而在啟動自動駕駛時，飛機開始上升至2000英尺。飛機抬升的角度過陡，使得其速度降至100節（190每小時），而此速度低於保持飛機可控所需的最低速度（118節）。飛行員減小了正在運行的發動機推力，以平衡推力，但此舉反而加重了危險，飛機以15度角俯衝，並最終撞地。機上7人全部死亡。

## 外部連結
- Preliminary Report （页面存档备份，存于） - Commission of Inquiry （法文）
  - CVR （页面存档备份，存于） （法文）
  - Flight data （页面存档备份，存于） （法文）